# 克拉丽丝·阿格贝涅努
克拉丽丝·阿格贝涅努（法語：Clarisse Agbegnenou，1992年8月24日—）生于伊勒-维莱讷省雷恩，是一名法国女子柔道运动员，主攻63公斤级项目。阿格贝涅努的父母都是多哥人，她也和多哥有很强的联系，以至于她在2014年世锦赛夺冠之后，时任多哥总统福雷·纳辛贝特意发文祝贺她。
2013年4月12日，因78公斤以上级选手Anne Fatoumata M'Bairo在异性问题上和阿格贝涅努意见不同，阿格贝涅努和另外4名队友来到M'Bairo的房间群殴她，导致M'Bairo肩部受伤并呕吐。一个月后，法国柔道协会纪律委员会宣布给予阿格贝涅努为期一年的禁赛处罚，而另外4名参与殴打的队友则禁赛三个月。后来此案在巴黎的法庭重审，最终巴黎的法庭于2014年7月判处阿格贝涅努70小时社会服务令，以及向M'Bairo赔偿2780欧元，而参与殴打的另外4名队友则免于处罚。